# Височанське
Височа́нське — село Бородінської селищної громади, у Болградському районі Одеської області України. Населення становить 862 осіб.

## Історія
Указом Президії Верховної Ради УРСР від 14.11.1945 перейменували село Лак на село Височанське і Лакську сільраду назвали Височанська.
12 червня 2020 року, відповідно до Розпорядження Кабінету Міністрів України від № 724-р «Про визначення адміністративних центрів та затвердження територій територіальних громад Одеської області», увійшло до складу Бородінської селищної територіальної громади.
19 липня 2020 року, в результаті адміністративно-територіальної реформи і ліквідації Тарутинського району, село увійшло до складу новоутвореного Болградського району.

## Населення
Згідно з переписом УРСР 1989 року чисельність наявного населення села становила 866 осіб, з яких 414 чоловіків та 452 жінки.
За переписом населення України 2001 року в селі мешкало 860 осіб.

### Мова
Розподіл населення за рідною мовою за даними перепису 2001 року:
| Мова       | Відсоток |
| ---------- | -------- |
| українська | 93,97 %  |
| молдовська | 2,67 %   |
| російська  | 2,55 %   |
| болгарська | 0,35 %   |
| вірменська | 0,23 %   |
| гагаузька  | 0,23 %   |